# Nicola Griffith

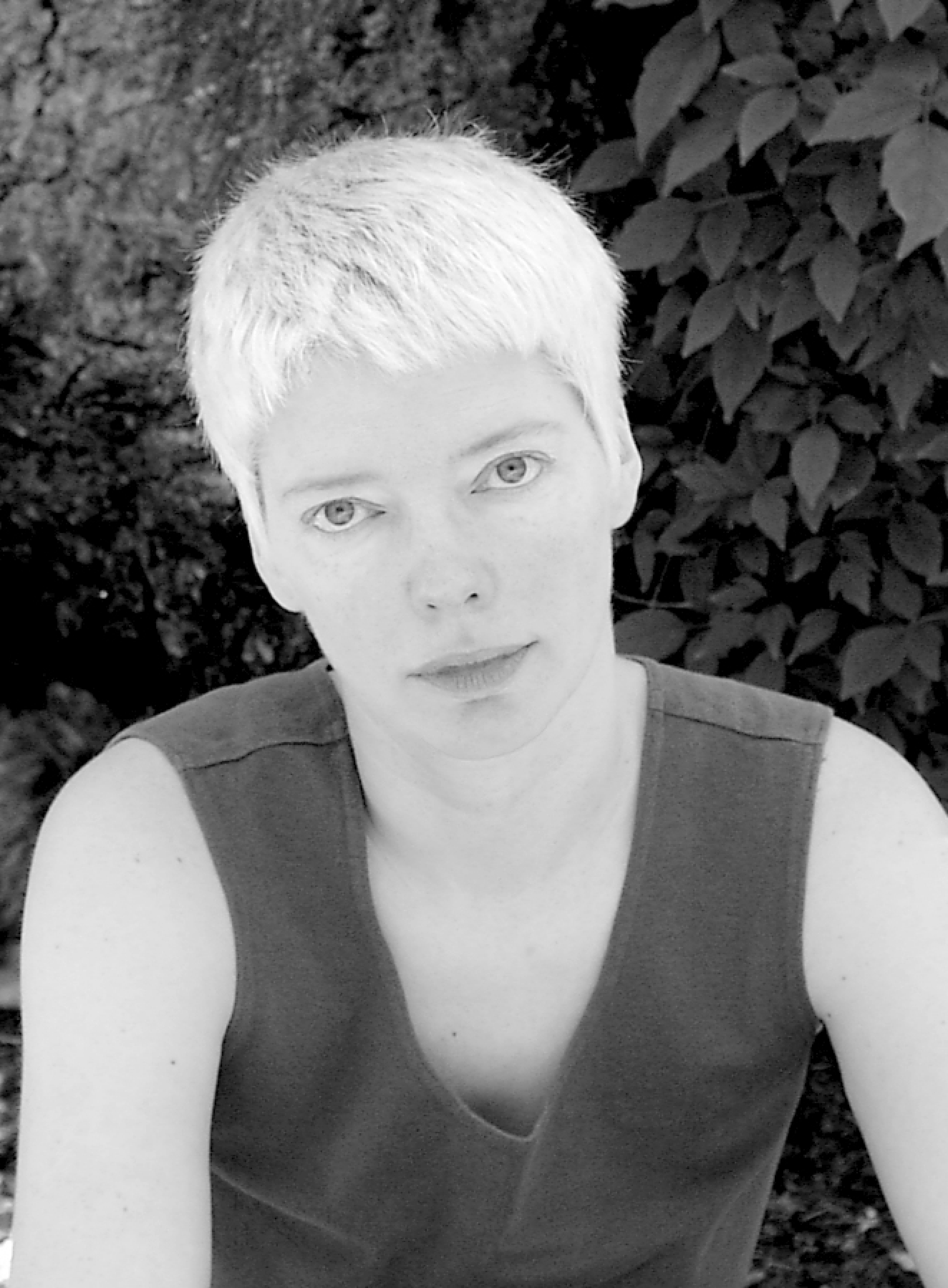
Nicola Griffith

Nicola Griffith (Leeds, 1960) is een Britse sciencefictionschrijfster.
In 1978 verhuisde Griffith naar Hull, waar ze docente zelfverdediging was en zangeres/tekstschrijver in de vrouwelijke rockband Jane's Plane. Ze is verhuisd naar de Verenigde Staten, waar ze met haar partner Kelley Eskridge leeft in Seattle.
Ze publiceerde haar eerste roman Ammonite in 1993 en won daarmee de Triptee Award en de Lambda Award. Haar tweede roman Slow River (1994) kreeg de Nebula Award.
Samen met Stephen Pagel heeft Nicola Griffith als redacteur opgetreden voor drie bloemlezingen: Bending the Landscape: Fantasy (1997), Bending the Landscape: Science Fiction (1998) and Bending the Landscape: Horror (2001). Deze werken behandelen homoseksuele thema's in de respectievelijke genres.
Haar meest recente roman Stay (2002) is een misdaadroman.